# Gruppe von Aphrodite, Pan und Eros

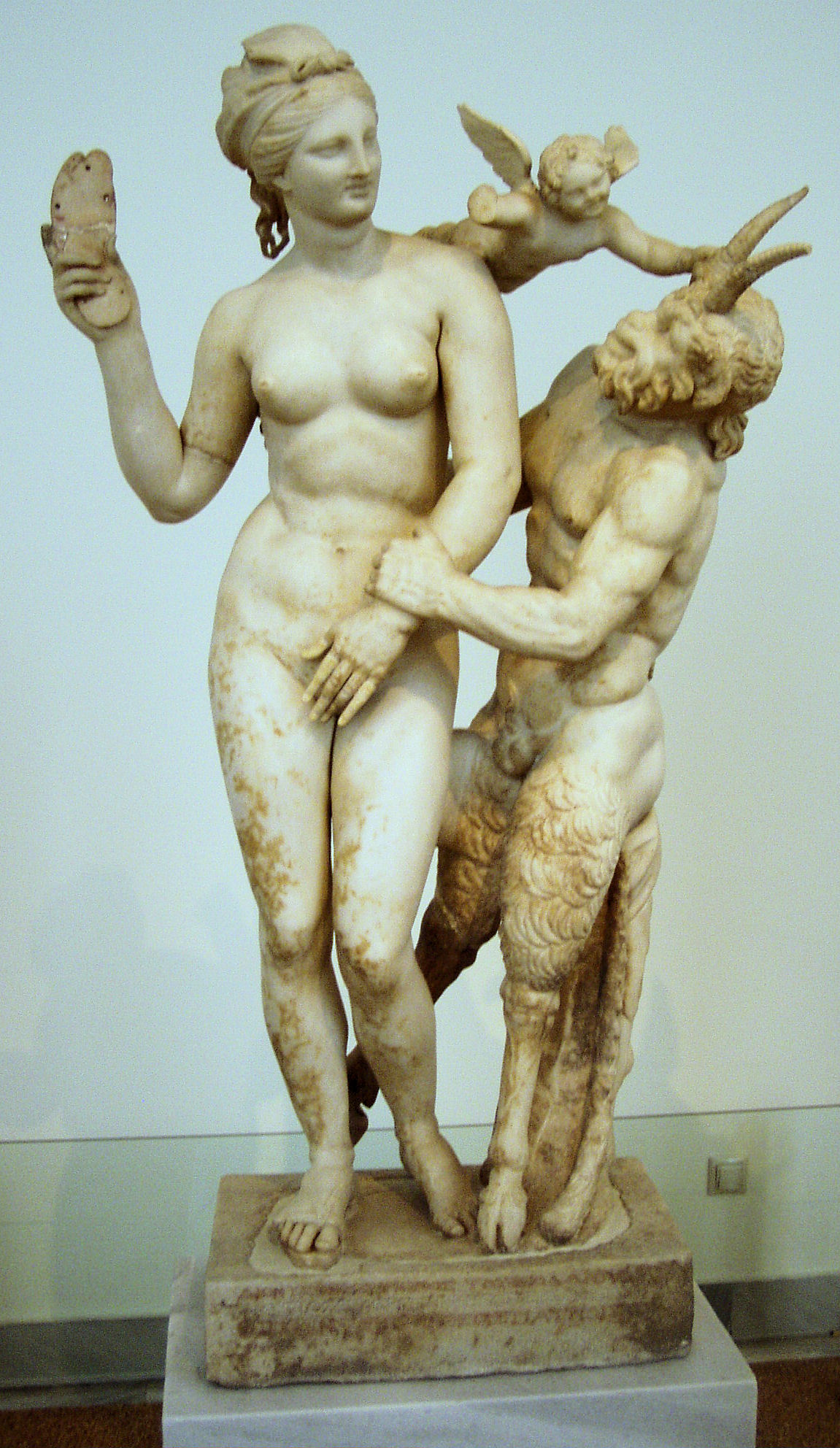
Gruppe von Aphrodite, Pan und Eros, Frontalansicht in ihrer aktuellen Aufstellung

Die Gruppe von Aphrodite, Pan und Eros ist eine hellenistische Statuengruppe aus Marmor, die sich heute im Archäologischen Nationalmuseum in Athen befindet.

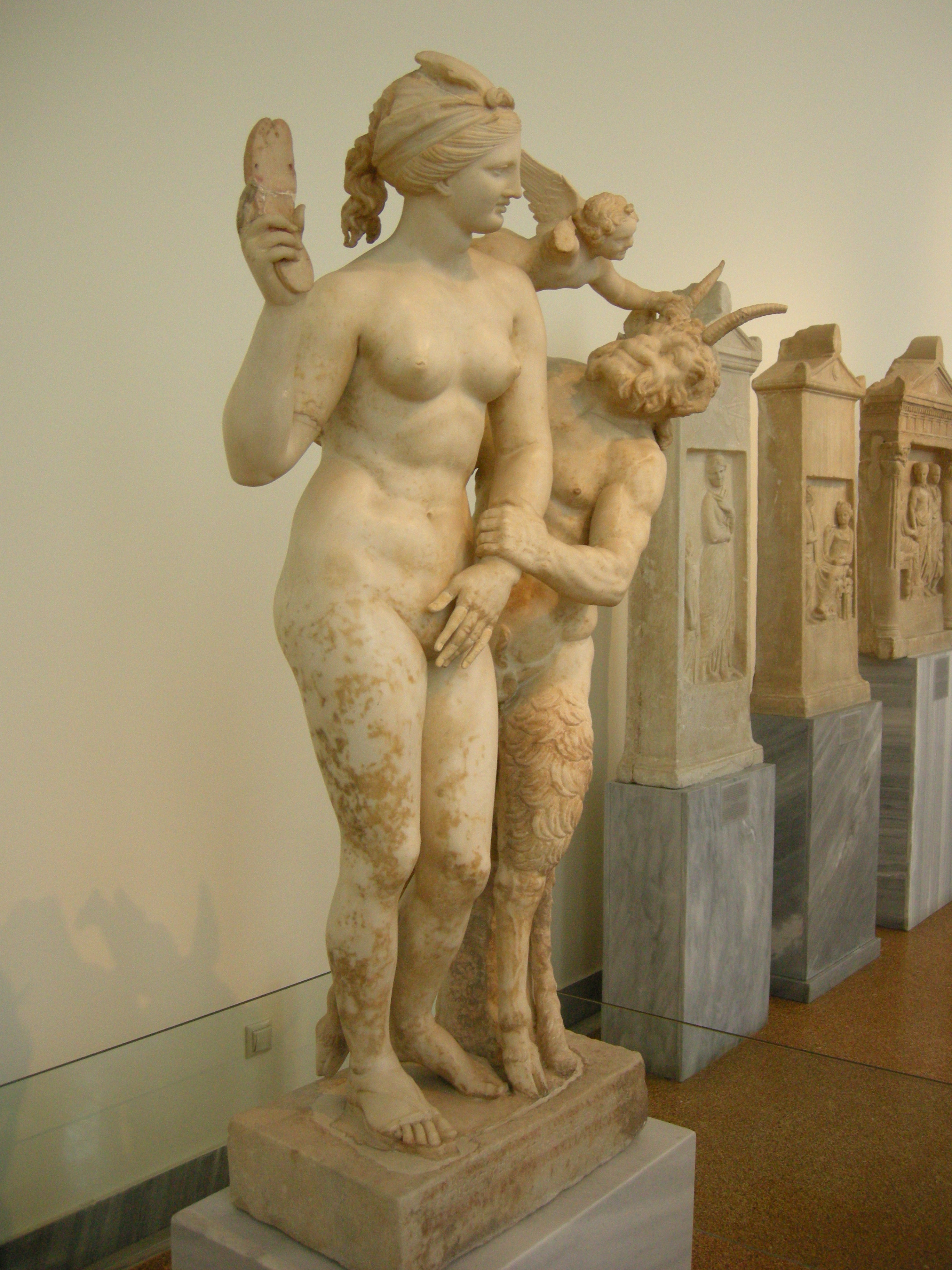
Seitlicher Blick auf die Statuengruppe im Aufstellungskontext

Die leicht unterlebensgroße, 1,55 Meter hohe Statuengruppe zeigt die nackte griechische Göttin Aphrodite. Sie hat – offenbar für ein Bad – ihre Kleidung bis auf die rechte Sandale abgelegt und auch ihre Haare in Wellen auf dem nach links gewandten Kopf hochgebunden. Das Gewicht lagert auf dem rechten Standbein, das linke Bein ist locker und leicht angewinkelt. Neben der Göttin der Liebe steht seitlich der kleinere Hirten- und Naturgott Pan, wiedergegeben mit zwei langen und spitzen Hörnern, einem mit Fell bedeckten Gesicht sowie felligen Beinen, die in Bockshufen enden. Sein linkes Bein ist bis zum Gesäß mit einer für Marmorskulpturen üblichen Stütze in Form eines Baumstumpfes verbunden. Mit seinem linken Arm greift Pan nach Aphrodites linkem Arm, mit dem sie ihr Geschlecht verdeckt. Der nach links geneigte, dem Zuschauer seitlich zugewandte Kopf blickt zu Aphrodite und zeigt ein breites, lüsternes Lachen. Das Glied ist nicht mehr vorhanden, doch ist anzunehmen, dass es erigiert gezeigt wurde. Auch der muskulöse Körper und die hervorstehenden Venen verdeutlichen die animalische Natur des Gottes. Pan versucht wohl, Aphrodite zu gemeinsamen sexuellen Handlungen zu bewegen, denen diese ablehnend gegenübersteht. Die Göttin scheint von diesem Ansinnen nicht entsetzt zu sein, sie scheint es eher humorvoll aufzunehmen. Sie zeigt keine Anzeichen von Angst, hat aber drohend ihren angewinkelten rechten Arm erhoben, in dem sie ihre zweite Sandale hält. Mit dieser droht sie Pan halb im Ernst, halb im Scherz. Zwischen den beiden Figuren, auf der Höhe der Schulter der Aphrodite und etwas über dem Kopf des Pan, schwebt ein kleiner geflügelter Eros. Er versucht den Bedränger seiner Mutter zurückzudrängen und greift mit seinem linken Arm nach dem rechten Horn des Pan. Die Statue verbindet damit die heroische Nacktheit, repräsentiert durch die Göttin, und die dem entgegen stehende wilde, animalische, dionysische Nacktheit, die Pan verkörpert.
Der rechte Arm der Göttin und der obere Teil des Kopfes sind, ebenso wie die Beine und der linke Arm des Eros, wieder angefügt worden, nachdem sie abgebrochen waren. Der rechte Arm des Eros fehlt. Auch das rechte Bein und die Hörner von Pan mussten wieder angesetzt werden. Drei Finger der linken Hand sowie der Mittelfinger der rechten Hand der Aphrodite wurden modern mit Gips ergänzt. Erhalten ist auch die originale Plinthe und die flache, rechtwinklige Statuenbasis der Gruppe. Auf der Basis findet sich eine griechische Inschrift:
Διονύσιος Ζήνωνος τοῦ Θεοδώρου
Βηρύτιος, εὐεργέτης, ὐπὲρ ἑαυτοῦ
καὶ τῶν τέκνων, θεοῖς πατρίοις.
„Dionysios aus Berytos, Sohn des Zenon und Enkel des Theodoros, (stiftet die Statue) als Wohltäter den angestammten Göttern für sich selbst und seine Kinder.“
Die Statuengruppe aus parischem Marmor wurde 1904 im Haus der Poseidoniasten von Berytos auf der Insel Delos gefunden. Heute befindet sich die Gruppe im Saal 30 des Archäologischen Nationalmuseums in Athen. Die hellenistische Arbeit wird um 100 v. Chr. datiert.
Jeff Koons zitiert die Statuengruppe in seinem Werk „Antiquity 1“.